# Myoporum parvifolium
Myoporum parvifolium är en flenörtsväxtart som beskrevs av Robert Brown. Myoporum parvifolium ingår i släktet Myoporum och familjen flenörtsväxter. Inga underarter finns listade i Catalogue of Life.

## Bildgalleri

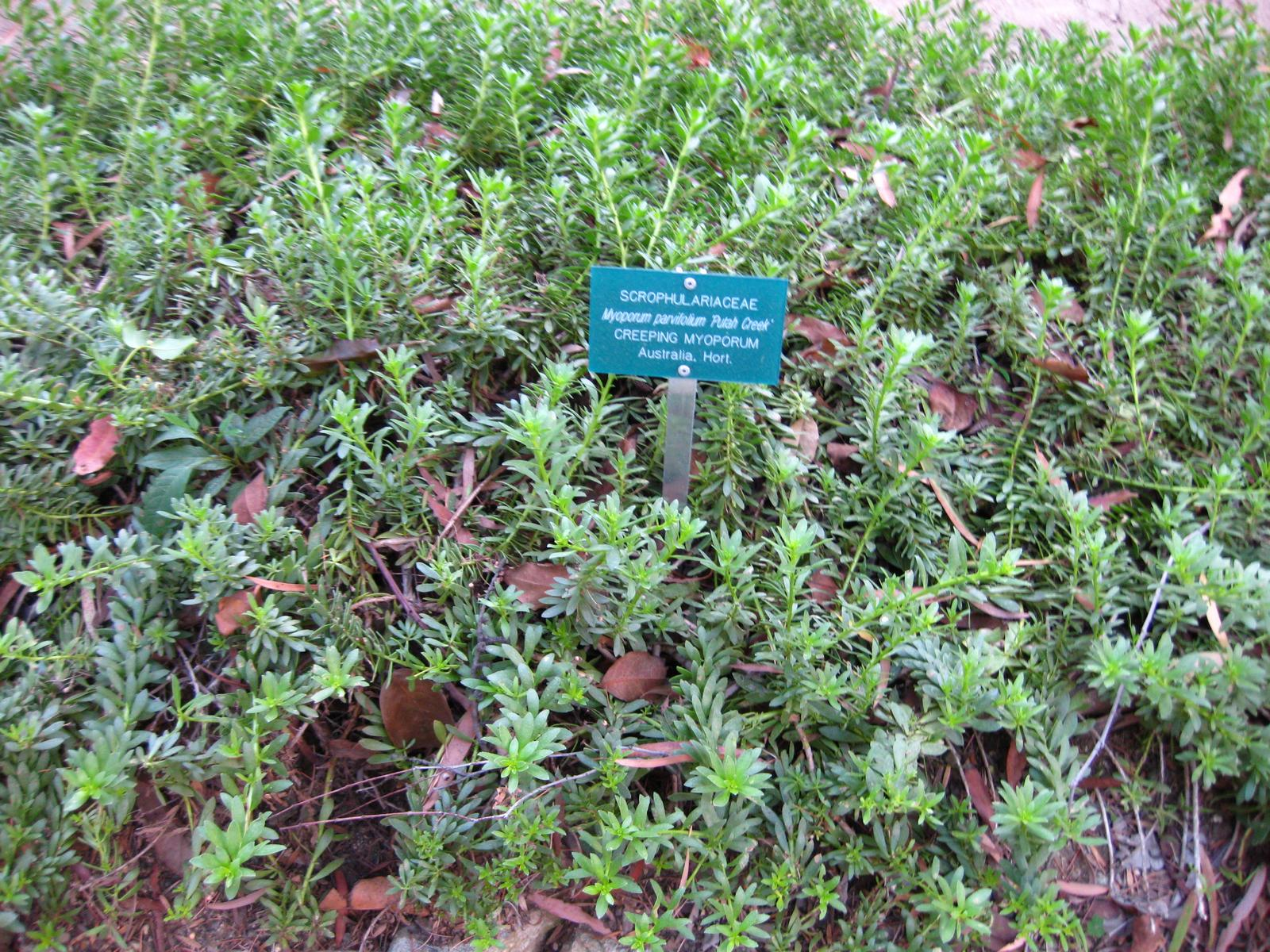